# Streptocarpus albus
Streptocarpus albus är en tvåhjärtbladig växtart som först beskrevs av Eileen Adelaide Bruce, och fick sitt nu gällande namn av I. Darbysh.. Streptocarpus albus ingår i släktet Streptocarpus och familjen Gesneriaceae.

## Underarter
Arten delas in i följande underarter:
- S. a. albus
- S. a. edwardsii